# هدا (فیلم)
هدا (به انگلیسی: Hedda) فیلمی ۱۰۲ دقیقه‌ای به کارگردانی ترور نان با بازی پیتر ایر محصول کشور ایالات متحده آمریکا است.